# Bernd Schmidt (Fußballspieler, 1943)
Bernd Schmidt (* 1. Dezember 1943; † 11. Juni 2024) war ein deutscher Fußballspieler, der bei den Vereinen KSV Hessen Kassel und Werder Bremen aktiv war. Von 1967 bis 1974 absolvierte der Allroundspieler bei Werder Bremen 150 Spiele in der Fußball-Bundesliga und erzielte dabei elf Tore.

## Laufbahn
Schmidt begann das Fußballspielen beim SV 06 Alsfeld und spielte sich 1964 und 1965 in die Auswahl von Hessen im Länderpokal. Von dort wechselte er zur Saison 1965/66 zum KSV Hessen Kassel in die damals zweitklassige Fußball-Regionalliga Süd. Der Meister des Debütjahres 1963/64 holte mit Kurt Haseneder auch noch den Torjäger von Schwaben Augsburg nach Kassel. Unter Trainer Herbert Widmayer debütierte Schmidt am ersten Rundenspieltag, den 15. August 1965, bei einem 2:2-Heimremis gegen ESV Ingolstadt in der Regionalliga. Er stürmte dabei im damals noch praktizierten WM-System auf Rechtsaußen und Rolf Fritzsche, Kurt Haseneder, Karl-Heinz Bente und Ernst Kuster vervollständigten die KSV-Angriffsreihe. Die Mannschaft aus dem Auestadion landete am Rundenende auf dem 6. Rang, Schmidt hatte in 19 Ligaspielen vier Tore erzielt. Im Rundenverlauf wurde Trainer Widmayer durch den Ex-Spieler Willi Hellwig abgelöst. Vor der zweiten Saison von Schmidt, 1966/67, hatte Kassel sportliche Verluste (Bente ging zum Freiburger FC, Kuster wechselte zu Arminia Bielefeld und Haseneder kehrte wieder nach Augsburg zurück), zu verkraften. Mit Bernd Michel und Horst Schaub kamen im Gegenzug zwei Neuzugänge aus dem hessischen Amateurbereich. Kassel belegte den 8. Rang, Bernd Schmidt hatte sich aber mit 31 Ligaeinsätzen und sieben Toren profiliert. Nach 50 Regionalligaspielen mit elf Toren wurde er, wie auch seine zwei Mannschaftskollegen Karl Loweg und Horst Schaub, vom Bundesligisten Werder Bremen zur Saison 1967/68 neu unter Vertrag genommen.
Schmidt debütierte am ersten Rundenspieltag, den 19. August 1967, bei einer 1:4-Heimniederlage gegen den Hamburger SV in der Bundesliga. Er wurde von Trainer Günter Brocker in der 60. Minute für Rechtsaußen Gerhard Zebrowski eingewechselt. Nach drei Niederlagen mit 4:13 Toren wurde Brocker durch Fritz Langner abgelöst und die Mannschaft aus dem Weserstadion spielte sich danach noch in der Tabelle bis zur überraschenden Vizemeisterschaft vor. Schmidt gehörte mit 12 Ligaeinsätzen (ein Tor) nicht dem engen Kreis der Stammbesetzung – der Angriff lief in der Regel mit Werner Görts, Diethelm Ferner, Ole Bjørnmose, John Danielsen und Bernd Rupp auf – an, hatte aber an der Vizemeisterschaft seinen aktiven Anteil. In den nächsten zwei Runden steigerte er seine Einsätze auf jeweils 23 Ligaspiele, Werder fiel aber in das Mittelfeld zurück. Als zur Saison 1970/71 Rudi Assauer und Karl-Heinz Kamp zu den Grün-Weißen gekommen waren und Robert Gebhardt das Traineramt übernommen hatte, war Schmidt sogar in 32 Bundesligaspielen (4 Tore) beim Erreichen des 10. Ranges aufgelaufen.
Bremen wollte aber unbedingt aus dem Mittelmaß heraus und investierte vor der Saison 1971/72 massiv in die sogenannte „Millionenelf“. Werder hatte zur Verblüffung der Konkurrenz mehr Geld als je zuvor für neue Stars lockergemacht – mehr als die Bayern, mehr als Borussia Mönchengladbach. Werders Präsidium hatte einen gewieften Dreh gefunden, den Verein auf finanziell weitaus größere Füße zu stellen: „Bremens Industrie und Handel haben uns wesentliche Hilfe bei der Verpflichtung der neuen Spieler geleistet und ihnen außergewöhnliche Lebensstellungen zugesichert!“, lobte Geschäftsführer Hansi Wolff das Engagement der Bremer Wirtschaft. Doch das war nur die Hälfte des Millionendings. Für jedermann gut sichtbar lief Werder anno 1971 in den heute legendären „Speckflaggen-Trikots“ in den Bremer Farben Rot und Weiß auf und verleugnete zugunsten dieser knalligen Bremen-Werbung sogar die Vereinsidentität: Auf der Brust ersetzte der Bremen-Schlüssel das „W“ auf dem Trikot, und auf dem Rücken stand nun „Bremen“ – und nicht „Werder“. Die Stadt Bremen ließ sich im Gegenzug nicht lumpen, erließ Vergnügungssteuer und Steuerschulden und beteiligte Werder fortan an den Werbeeinnahmen aus dem Weser-Stadion. Der SVW hatte auf einen Schlag ein prall gefülltes Konto und konnte auf große Einkaufstour gehen. Auf diesem Weg kamen Peter Dietrich, Herbert Laumen (beide Mönchengladbach), Willi Neuberger, Werner Weist (beide Borussia Dortmund), Jürgen Weber (Hertha BSC), Carsten Baumann (VfL Osnabrück) und Ersatztorhüter Peter Haak (Bremerhaven 93) zur Saison 1971/72 zu Werder Bremen. Es lief sportlich aber wenig zusammen, denn Werders vermeintliche „Meisterelf aus dem Geldsack“ kam nicht über Mittelmaß hinaus. Die neuen Stars waren entweder dauerverletzt, litten unter Integrationsproblemen oder fanden nie zu ihrer Form. Die Kluft innerhalb der Mannschaft, die keine mehr war, schien unüberbrückbar. Unzufriedene Profis mischten sich mit überbezahlten. Das konnte nicht gut gehen...
Das Kommen und Gehen auf der Trainerbank tat das Übrige: Robert Gebhardt war die ersten acht Spieltage als Trainer im Amt, es folgte die kurze Zwischenlösung mit dem Meistertrainer des Jahres 1965, Willi Multhaup, ehe dann der junge Josef Piontek den Großteil der Runde als Trainer agierte und schließlich sogar noch Fritz Langner für zwei Spieltage zum Einsatz kam. Bernd Schmidt kam in diesem Chaosjahr immerhin auf 27 Bundesligaeinsätze und erzielte beim Belegen des 11. Ranges drei Tore.
Nach zwölf Einsätzen in der Saison 1973/74 beendete er seine Zeit bei Werder Bremen und kehrte zur Saison 1974/75 wieder zu Hessen Kassel zurück. Mit dem KSV spielte er in der Hessenliga und bestritt er 1974/75 noch 21 Einsätze, in denen er vier Tore schoss. Im Anschluss ließ er im Bremer Umland bei den Vereinen SV Atlas Delmenhorst, TSV Drentwede, TV Lilienthal, TB Uphusen, TuS Heidkrug und TSV Ottersberg seine Laufbahn ausklingen.
Nach seiner aktiven Zeit eröffnete er zunächst in Achim ein Sportgeschäft, das 1988 abbrannte. Im Anschluss übernahm er für mehr als 20 Jahre einen Werder-Fanshop in Bremen.
Im Juni 2024 starb Schmidt im Alter von 80 Jahren.